# 저스틴 허위츠
저스틴 허위츠(Justin Hurwitz, 1985년 1월 22일 ~ )는 미국의 작곡가, 각본가이다. 영화 《위플래쉬》와 영화 《라 라 랜드》의 음악 감독으로 유명하다. 두 영화의 감독인 데이미언 셔젤과 하버드 대학교 동문이자 막역한 친구 사이이다.